# Cours d'eau transfrontaliers

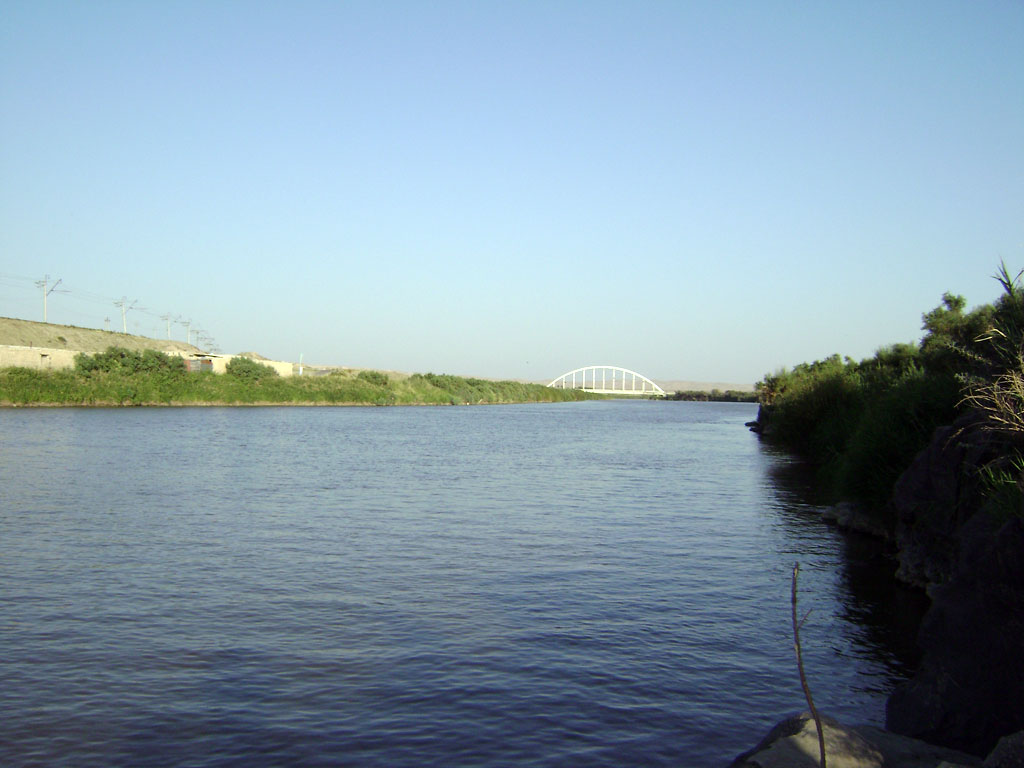
La rivière transfrontalière Araxe au niveau de la ville de Poldasht (frontière entre l'Iran et l'Azerbaïdjan).

Un cours d'eau transfrontalier est une catégorie d'eau transfrontalière, un cours d'eau qui traverse au moins une frontière politique, ou une frontière dans un pays, ou une frontière internationale. Le pays du Bangladesh compte le plus grand nombre de ces fleuves, dont la quasi-totalité franchit les frontières internationales.

## Cours d'eau transfrontaliers
Liste non exhaustive
| rivière      | Longueur (km) | Pays                                                                                      |
| ------------ | ------------- | ----------------------------------------------------------------------------------------- |
| Brahmapoutre | 2,900         | India Bangladesh Chine Bhoutan                                                            |
| Colorado     | 2,333         | États-Unis Mexico                                                                         |
| Danube       | 2,860         | Allemagne Autriche Slovaquie Hongrie Croatie Serbie Roumanie Bulgarie Moldavie Ukraine    |
| Gange        | 2,525         | Inde Bangladesh                                                                           |
| Mékong       | 4,350         | Chine Myanmar Laos Thaïlande Cambodge Vietnam                                             |
| Nil          | 6,853         | Rwanda Burundi Ouganda Congo Tanzanie Kenya Éthiopie Érythrée Soudan du Sud Soudan Égypte |
| Rhin         | 1,230         | Allemagne Autriche Suisse France Pays-Bas Liechtenstein                                   |

## Fleuves transfrontaliers du Bangladesh
Le Bangladesh a au moins 58 grands fleuves qui entrent dans le pays depuis l'Inde ou le Myanmar. Les effets hydrologiques et politiques des rivières qui traversent des frontières importantes sont énormes. Les rivières ont des effets positifs en ce qu’elles transportent une quantité importante de sédiments, ce qui facilite la construction de terres dans les régions estuariennes. Cependant, ce sédiment élève la hauteur des lits des rivières, provoquant ainsi des inondations. Les conventions internationales régissant le partage de l'eau ont conduit à des différends politiques complexes.
L’Inde et le Bangladesh se partagent 54 cours d’eau communs, dont un accord n’a été conclu que sur le partage des eaux du Gange. Le Traité Inde-Bangladesh sur le partage des eaux du Gange a été signé le 12 décembre 1996 et repose sur une formule de partage des flux mesurés à Farakka, pendant la période de soudure chaque année, du 1er janvier au 31 mai. Le traité de 30 ans est renouvelable par consentement mutuel.